# ライトスピード

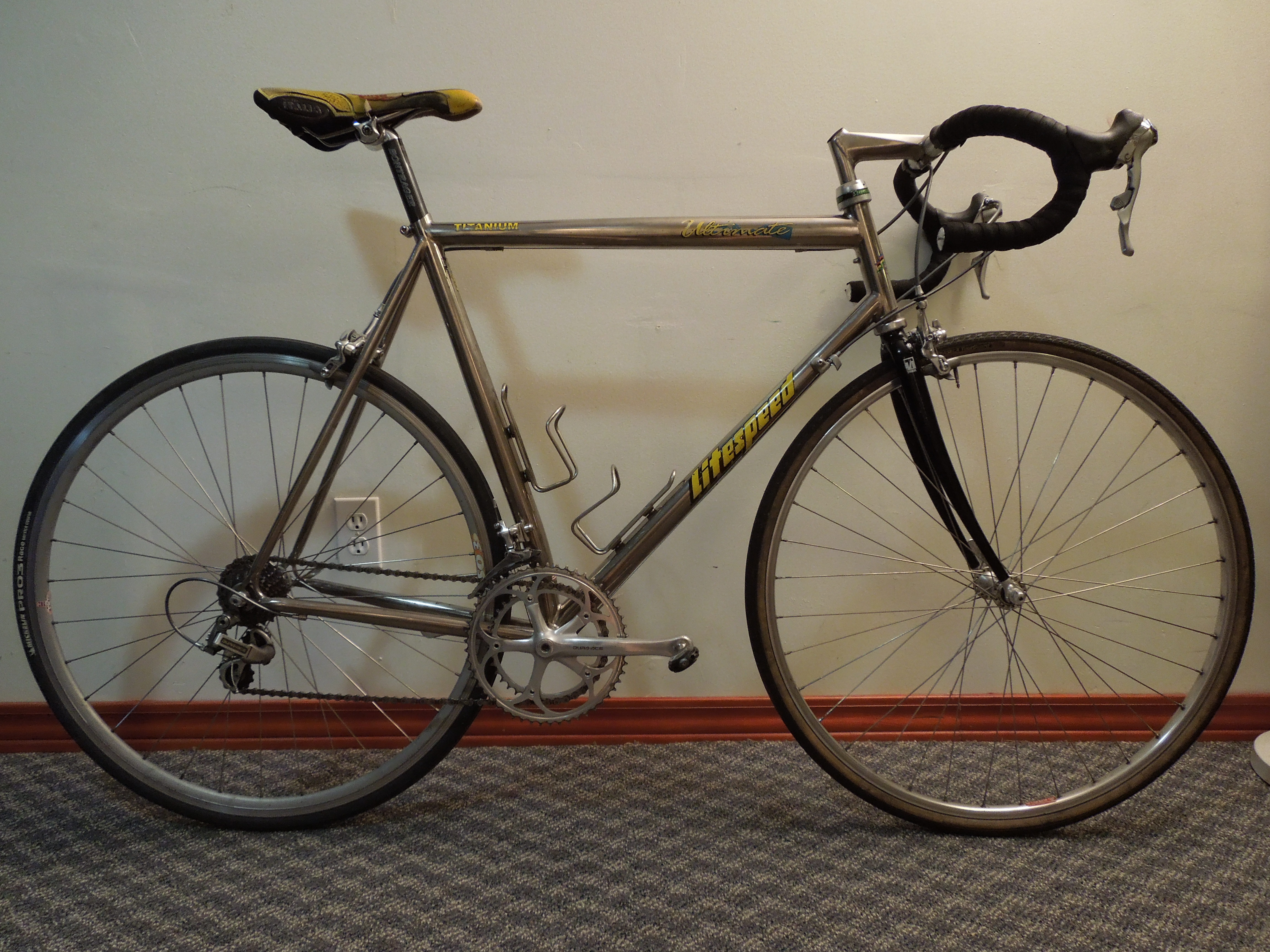
Litespeed Ultimate

ライトスピード（Litespeed ）はアメリカの自転車製造会社。ロードバイクやマウンテンバイクの製造を行っている。チタンフレームの制作を得意としているが、ラインナップにはカーボンモデルも存在する。
保証書を持つ最初のオーナーについては、事故、過失以外でのフレーム破損について永久保証をしている。